# Tipo 90B
El Tipo 90 122 mm es un sistema de lanzamiento múltiple de cohetes MLRS de segunda generación con una célula de 40 tubos montada sobre un camión North Benz 2629 6x6. Desarrollado por NORINCO en 1995 como reemplazo del Tipo 81 122-mm – un derivado del BM-21 Grad -  y la novedad de integrar un módulo de recarga con 40 cohetes que permite recarga en menos de tres minutos. Dependiendo del tipo de cohete utilizado, el rango del Tipo 90 varía entre 20 y 40 kilómetros.
El sistema completo incorpora vehículos de comando, reconocimiento y mantenimiento, así como camiones de recarga, radar meteorológico.
En el caso del reciente sistema mejorado MLRS Tipo 90B de NORINCO han incorporado un sistema computarizado de control de tiro con GPS que optimiza la precisión en los blancos sustancialmente, está diseñado para lanzar dos tipos de cohetes de alto explosivo (HE) de 2,87 m (67 kg) y 2,75 m (61 kg) a blancos a 20 y 30 km de distancia. Asimismo, puede disparar cohete de 2,9 m de longitud de nuevo diseño contra blancos ubicados, respectivamente, a 40 y 50 kilómetros de distancia.  Cada unidad típica de tiro integra un vehículo de comando más seis unidades de lanzamiento y seis unidades de recarga.

## Características
El chasis utilizado es el de 6 × 6 modelo de camión Tiema SC2030 con cuatro filas de 10 tubos montados uno encima del otro en un conjunto de soporte giratorio. Elevación y transversal se llevan a cabo por los sistemas eléctricos . También se proporciona un sistema de respaldo manual. El chasis es un diseño de Mercedes- Benz de Alemania que ha sido fabricado bajo licencia por NORINCO para una variedad de funciones civiles y militares.
Un toldo plegable de accionamiento hidráulico está montado sobre la cubierta trasera para su uso como protección y camuflaje. La conversión en el modo de combate tarda entre 1 ½ y 2 minutos después de la llegada al lugar de lanzamiento.

## Operación
El funcionamiento automático y el sistema por el que se compone de cinco subsistemas principales: un mini- informáticos HJ- 1 , una dirección en Internet para localizar lanzador ( que tarda menos de 3 segundos para mostrar el ángulo del azimut magnético del lanzador ), sensores de pendiente longitudinal y transversal ; elevación ensamblaje lanzador y sensores de posición de la poligonal , y una unidad especial de paquete de energía de interfaz de fuente de alimentación del vehículo.
El lanzador es controlado por el ordenador a través de la interacción hombre / máquina. Se proporciona una interfaz para la conexión a un sistema de mando central del batallón, las instrucciones de la que puede indicarse directamente a través de la interfaz o introducir manualmente mediante pulsadores . Hay tres modos de funcionamiento y colocación del sistema : manual , eléctrico o automático . Los gatos hidráulicos en la parte trasera y los lados del vehículo se usan para minimizar el efecto de suelo desigual o vibración durante la cocción . El ordenador corrige automáticamente la solución de fuego para cualquier desviación del ángulo de disparo causado por la pendiente del terreno .

## Sistema de disparo
El sistema de disparo eléctrico dispara los cohetes no guiados , ya sea por separado o en una salva con 0,5 segundos entre rondas. El sistema comprende un dispositivo de encendido eléctrico, dispositivo de disparo a distancia y contacto de encendido y los cables. El disparo se puede realizar tanto desde la cabina del conductor o de forma remota fuera del vehículo.
Los cohetes estabilizados por aletas utilizados son del calibre 122 mm compuesto de autonomía extendida, utilizan propelente sólido y detalles completos de los mismos se dan en una entrada separada . Estos cohetes pueden ser lanzados por múltiples sistemas de cohetes de 122 mm de otros países tales como los fabricados por países como Egipto y Rusia.
El sistema automático de carga consta de ascensor, cremallera y alimentador. La carga de los cohetes se puede realizar de forma automática, por la operación de botón en la cabina del conductor, o manualmente por operaciones externas . El mecanismo de carga se puede girar 90 ° . La carga automática del lanzador tarda menos de 3 minutos. Un sistema de posicionamiento de cohetes se monitorea en la cabina del conductor, el estado de las armas después de la carga o de tiro, después de la visualización en cámara del tiro,